# ادوارد هارت
ادوارد هارت (انگلیسی: Edward Hart; ۲۸ ژانویهٔ ۱۹۰۳ – 1974) بازیکن فوتبال اهل ایالات متحده آمریکا بود.